# Denver Broncos
O Denver Broncos é uma franquia profissional de futebol americano sediada em Denver, Colorado. Os Broncos competem como um clube membro da Divisão Oeste da American Football Conference (AFC) da National Football League (NFL). Eles começaram a jogar em 1960 como membro fundador da American Football League (AFL) e se juntaram à NFL como parte da fusão em 1970. Os Broncos são propriedade de Pat Bowlen Trust e atualmente jogam no Empower Field at Mile High (anteriormente conhecido como Invesco Field at Mile High de 2001–2010 e Sports Authority Field at Mile High de 2011–2017). Antes disso, eles jogavam no Mile High Stadium de 1960 a 2000.
Os Broncos foram pouco competitivos durante seus 10 anos na AFL e seus primeiros sete anos na NFL. Eles não completaram uma temporada vitoriosa até 1973. Em 1977, quatro anos depois, eles se classificaram para os playoffs pela primeira vez na história da franquia e avançaram para o Super Bowl XII. Desde 1975, os Broncos se tornaram um dos times de maior sucesso da NFL, tendo apenas sete temporadas perdedoras. Eles ganharam oito AFC Championship (1977, 1986, 1987, 1989, 1997, 1998, 2013 e 2015) e três Super Bowl (1997 - XXXII, 1998 - XXXIII e 2015 - 50).
Eles têm quinze jogadores no Pro Football Hall of Fame: John Elway, Floyd Little, Shannon Sharpe, Gary Zimmerman, Willie Brown, Tony Dorsett, Terrell Davis, Brian Dawkins, Peyton Manning, Steve Atwater, DeMarcus Ware, Champ Bailey, Ty Law, John Lynch, e Pat Bowlen.

## História

### Era AFL: 1960-1969
O Denver Broncos foi fundado em 14 de agosto de 1959, quando Bob Howsam, dono da Minor League Baseball, foi premiado com uma franquia da American Football League (AFL). A primeira vitória dos Broncos na AFL veio em 9 de setembro de 1960, contra o até então Boston Patriots por 13-10.
Em 5 de agosto de 1967, eles se tornaram o primeiro time da AFL a derrotar uma equipe da NFL, com uma vitória por 13-7 sobre o Detroit Lions em um jogo de pré-temporada. No entanto, os Broncos não tiveram sucesso na década de 1960, compilando um recorde de 39-97-4 na liga.
Denver chegou perto de perder sua franquia em 1965, até que um grupo de proprietários tomasse o controle e reconstruísse a equipe. A primeira superestrela da equipe, Floyd Little, foi fundamental para manter a equipe em Denver, devido aos seus esforços dentro e fora do campo. Os Broncos eram o único time da AFL original que nunca jogou a final, bem como o único time da AFL original que nunca teve uma temporada vencedora durante os 10 anos de história da liga inicial.

### 1970–1982
Em 1972, os Broncos contrataram o ex-treinador da Universidade de Stanford, John Ralston, como treinador principal. Em 1973, ele era o treinador do ano da AFC, depois de Denver ter alcançado sua primeira temporada vencedora com um recorde de 7-5-2. Em cinco temporadas com os Broncos, Ralston guiou o time em três temporada vencedores. Embora Ralston tenha terminado a temporada de 1976 com um recorde de 9-5, a equipe não foi para os playoffs. Após a temporada, vários jogadores proeminentes expressaram publicamente seu descontentamento com Ralston, o que logo levou à sua renúncia.
Red Miller, um treinador assistente de longa data foi contratado e junto com a Orange Crush Defense (um apelido originário do início da década de 1970, e também a marca do popular refrigerante com sabor laranja) e o Quarterback veterano Craig Morton, levou os Broncos para um recorde de 12-2 e sua primeira aparição em playoffs em 1977 e, finalmente, o primeiro Super Bowl, em que foram derrotados pelos Dallas Cowboys (equipe anterior de Morton) por 27-10.
Em 1981, o dono dos Broncos, Gerald Phipps, que comprou a equipe em maio de 1961 do dono original, Bob Howsam, vendeu o time ao financiador canadense Edgar Kaiser Jr, neto do industrial de construção naval, Henry J. Kaiser. Em 1984, a equipe foi comprada por Pat Bowlen, que ficou a frente da equipe até sua batalha contra o Alzheimer forçá-lo a ceder a equipe para Joe Ellis  em 2014.

### Era John Elway: 1983-1998
Dan Reeves tornou-se o treinador principal mais jovem da NFL quando se juntou aos Broncos em 1981 como vice-presidente e treinador. O Quarterback John Elway, que jogou futebol universitário em Stanford, chegou em 1983 através de uma troca. Originalmente selecionado pelos Baltimore Colts como a primeira escolha do Draft, Elway falou que trocaria o futebol americano pelo Basebol (ele foi recrutado pelos New York Yankees), a menos que ele fosse negociado para outras equipes, que incluiu os Broncos. Antes de Elway, os Broncos tiveram mais de 24 quarterbacks titulares diferentes em suas 23 temporadas passadas.

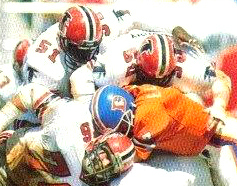
Elway (centro) sendo abordado pelo Atlanta Falcons em 1985.

Reeves e Elway guiaram os Broncos para seis aparições na pós-temporada, cinco títulos da AFC West, três da AFC Championship e três aparições no Super Bowl (Super Bowl XXI, XXII e XXIV) durante o período de 12 anos juntos. Os Broncos perderam o Super Bowl XXI para o New York Giants por 39-20; o Super Bowl XXII para o Washington Redskins por 42-10 e o Super Bowl XXIV para o San Francisco 49ers por 55-10; esta última pontuação continua sendo a diferença de pontuação mais desequilibrada na história do Super Bowl. O último ano de Reeves-Elway foi marcado por confusões, devido a Reeves assumir os deveres depois de demitir o coordenador ofensivo favorito de Elway, Mike Shanahan, após a temporada de 1991, bem como Reeves draftando o quarterback Tommy Maddox da UCLA em vez de draftar um wide receiver para ajudar Elway. Reeves foi demitido após a temporada de 1992 e substituído por seu amigo Wade Phillips, que era coordenador defensivo dos Broncos. Phillips foi demitido após uma temporada medíocre em 1994, na qual a gerência sentiu que ele perdeu o controle do time.

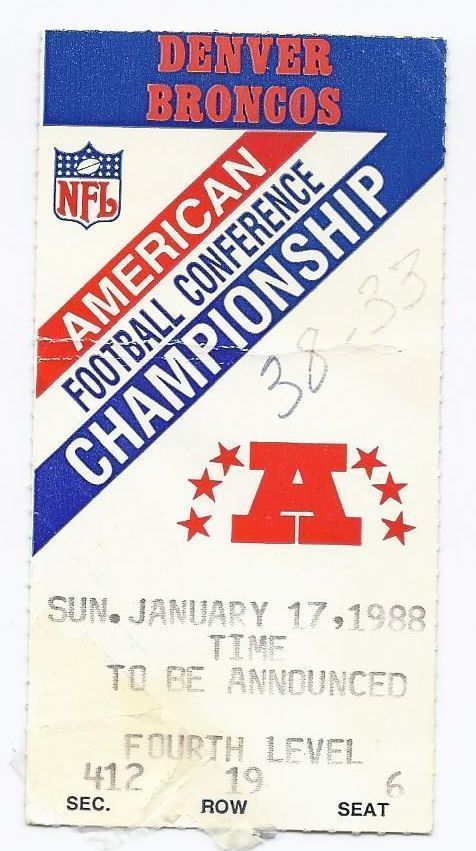
Ingresso da AFC Championship de 1987-88 entre os Browns e os Broncos.

Em 1995, Mike Shanahan, que antes era coordenador ofensivo dos Broncos, retornou como treinador principal. Shanahan recrutou o Running Back Terrell Davis. Em 1996, os Broncos foram a principal equipe na AFC com um recorde de 13-3, o Jacksonville Jaguars, no entanto, ganharam dos Broncos por 30-27 no Divisional Round nos playoffs, terminando a campanha dos Broncos em 1996.

### 1997-1998: bicampeão do Super Bowl
Durante a temporada de 1997, Elway e Davis ajudaram a levar os Broncos a sua primeira vitória no Super Bowl, uma vitória de 31-24 sobre o atual campeão Green Bay Packers no Super Bowl XXXII. Embora Elway tenha completado apenas 13 de 22 passes, foi interceptado uma vez e não teve touchdowns lançados (ele anotou, no entanto, um touchdown terrestre), Davis correu para 157 jardas e anotou três touchdowns para ganhar o Super Bowl MVP.
Os Broncos foram bi-campeões do Super Bowl na temporada seguinte, derrotando o Atlanta Falcons (liderados pelo treinador de longa data de Elway, Dan Reeves) no Super Bowl XXXIII por 34-19. Elway foi nomeado Super Bowl MVP, completando 18 de 29 passes para 336 jardas, com um touchdown de 80 jardas para o Wide receiver, Rod Smith e uma intercepção.

### Era pós-Elway: 1999-2011

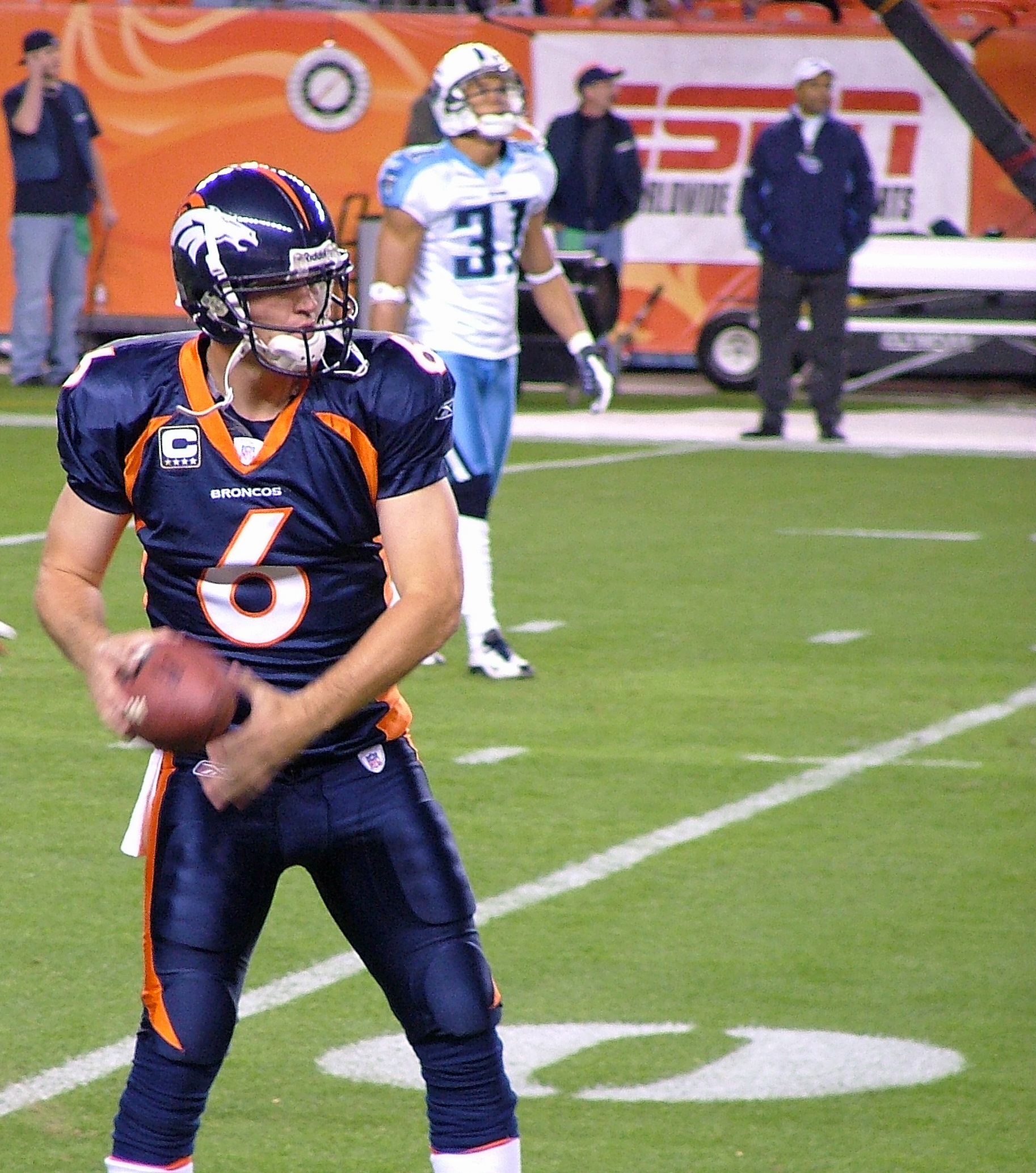
O quarterback dos Broncos, Jay Cutler, em 2007.

John Elway se aposentou após a temporada de 1998, e Brian Griese foi o quarterback titular nas quatro temporadas seguintes. Depois de um recorde de 6-10 em 1999, os Broncos se recuperaram em 2000, vencendo o wild card, mas perdendo para o eventual campeão do Super Bowl, Baltimore Ravens. Depois de perder os playoffs nas duas temporadas seguintes, o quarterback ex-Arizona Cardinals, Jake Plummer, substituiu Griese em 2003, e levou os Broncos a duas temporadas consecutivas de 10-6, ganhando vaga nos playoff de wild card.
Plummer liderou os Broncos para um recorde de 13-3 em 2005 e seu primeiro título de divisão AFC West desde 1998. os Broncos derrotaram o campeão do Super Bowl, New England Patriots por 27-13, interrompendo a campanha em que New England se tornaria a primeira equipe da NFL a vencer três Super Bowl consecutivos. A corrida dos playoffs dos Broncos chegou ao fim na semana seguinte, depois de perder em casa para o Pittsburgh Steelers na AFC Championship por 34-17. Os Steelers ganharam o Super Bowl XL.
A defesa dos Broncos começou os primeiros cinco jogos da temporada de 2006, permitindo apenas um touchdown, um recorde da NFL. Plummer levou o time a um recorde de 7-2, apenas para ser substituído pelo quarterback novato, Jay Cutler. Os Broncos terminaram a temporada com um recorde de 9-7. A primeira temporada completa do Cutler como titular em 2007 tornou-se a primeira temporada perdedora dos Broncos desde 1999, com um recorde de 7-9.
A temporada de 2008 terminou com uma derrota por 52-21 para o San Diego Chargers, dando aos Broncos um recorde de 8-8 e sua terceira temporada consecutiva fora dos playoffs. Mike Shanahan, o treinador principal mais longo e mais bem-sucedido da história da franquia, foi demitido após 14 temporadas.
Em 11 de janeiro de 2009, duas semanas depois que Shanahan foi demitido, os Broncos contrataram o ex-coordenador ofensivo dos New England Patriots, Josh McDaniels, como o novo treinador da equipe. Três meses depois, o time contratou o quarterback Kyle Orton como parte de uma troca que enviou Jay Cutler ao Chicago Bears.

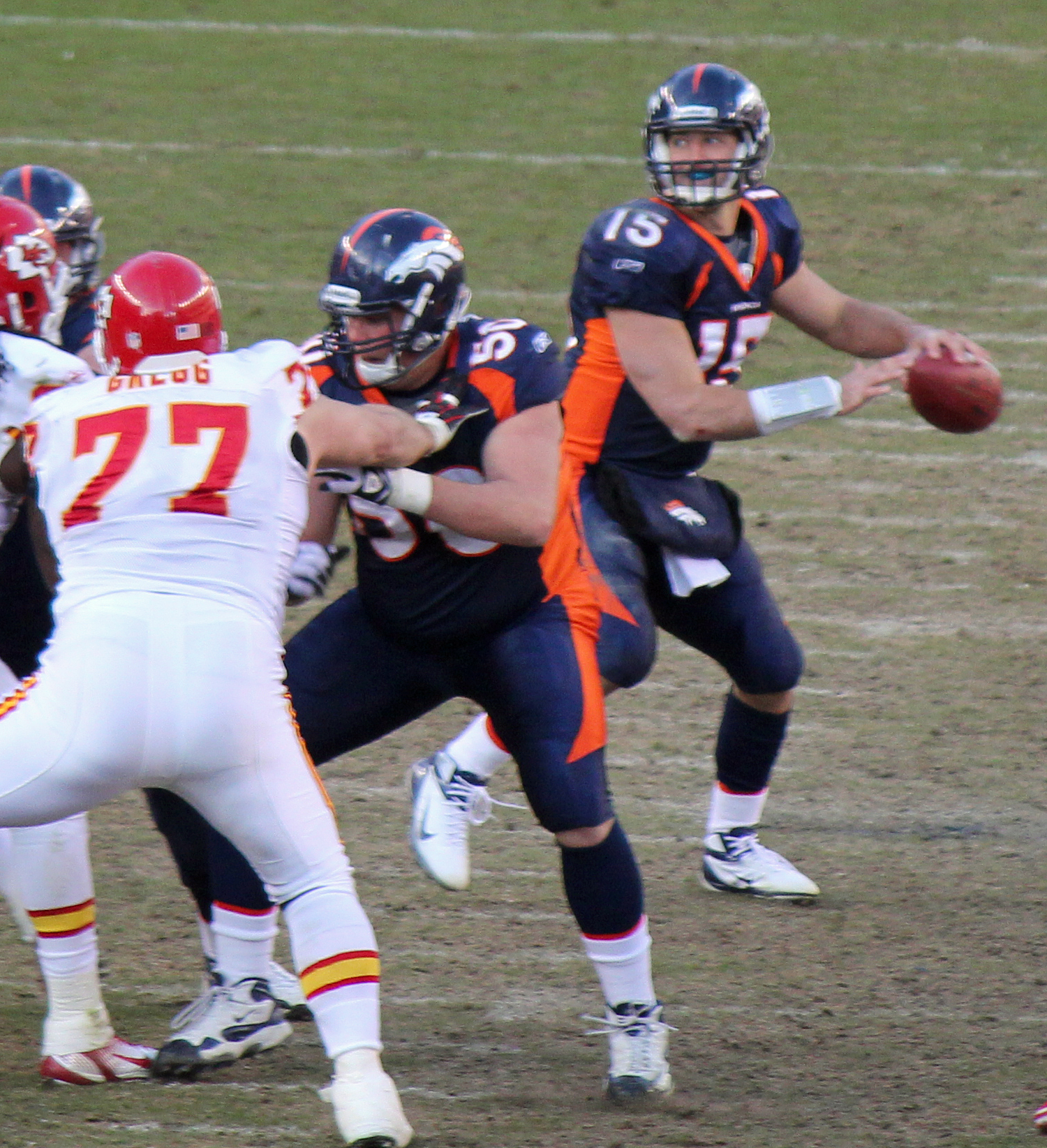
Tim Tebow jogando contra o Kansas City Chiefs em janeiro de 2012.

Sob o comando de McDaniels e Orton, os Broncos pularam para um surpreendente resultado de 6-0 em 2009. No entanto, a equipe perdeu oito de seus próximos dez jogos, terminando 8-8 pela segunda temporada consecutiva e perdendo os playoffs. Na temporada seguinte (2010), os Broncos estabeleceram um novo recorde de franquia para derrotas em uma única temporada, com um registro de 4-12. McDaniels foi demitido antes do final da temporada de 2010 e o treinador de Running Back, Eric Studesville, foi nomeado treinador interino para os quatro jogos finais da temporada de 2010. E colocou como titular o calouro Tim Tebow nos três últimos jogos. Após a temporada de 2010, John Elway retornou à franquia como vice-presidente executivo de operações de futebol da equipe. Além disso, os Broncos contrataram John Fox como o 14º treinador da equipe. Fox anteriormente atuou como treinador do Carolina Panthers entre 2002 e 2010.
Após um início de 1-4 na temporada de 2011, Tim Tebow substituiu Kyle Orton como o quarterback titular dos Broncos e liderou os Broncos para um recorde de 8-8 e o primeiro título de divisão da equipe desde 2005. Os Broncos derrotaram o Pittsburgh Steelers no wild card em um lançamentos para touchdown memorável de 80 jardas de Tebow para o receiver Demoryius Thomas na primeira jogada do tempo extra. No entanto, os Broncos foram derrotados pelos New England Patriots na rodada divisional.

### Era Peyton Manning: 2012-2015
Em março de 2012, os Broncos chegaram a um acordo em um contrato de cinco anos no valor de US $ 96 milhões com o quarterback Peyton Manning, do Indianapolis Colts, que tinha perdido toda a temporada de 2011 após múltiplas cirurgias no pescoço. Isso resultou no Broncos, em seguida, negociando o quarterback titular Tim Tebow para New York Jets. Os Broncos terminaram com um recorde de 13-3 e a equipe número 1 da AFC nos playoffs de 2012, mas foram derrotados pelos Baltimore Ravens no divisional round.
No ano de 2012, os Broncos terminaram com um recorde de 13-3  e nos playoffs derrotaram o San Diego Chargers no divisional round e o New England Patriots na AFC Championship. No entanto, os Broncos foram profundamente derrotados pelos Seattle Seahawks no Super Bowl XLVIII por uma pontuação de 43-8.
Antes do início da temporada de 2014, os Broncos anunciaram que Pat Bowlen, o dono da equipe desde 1984, renunciou ao controle da equipe devido à sua batalha contra o Alzheimer, Joe Ellis assumiu como presidente e John Elway como General manager, assumindo o controle da equipe. Os Broncos terminaram a temporada de 2014 com um recorde de 12-4. No entanto, os Broncos foram derrotados pelos Indianapolis Colts na rodada divisional dos playoffs de 2014, marcando a terceira vez em quatro temporadas que os Broncos perderam nessa rodada.

#### Campeão do Super Bowl e fim da era Peyton Manning

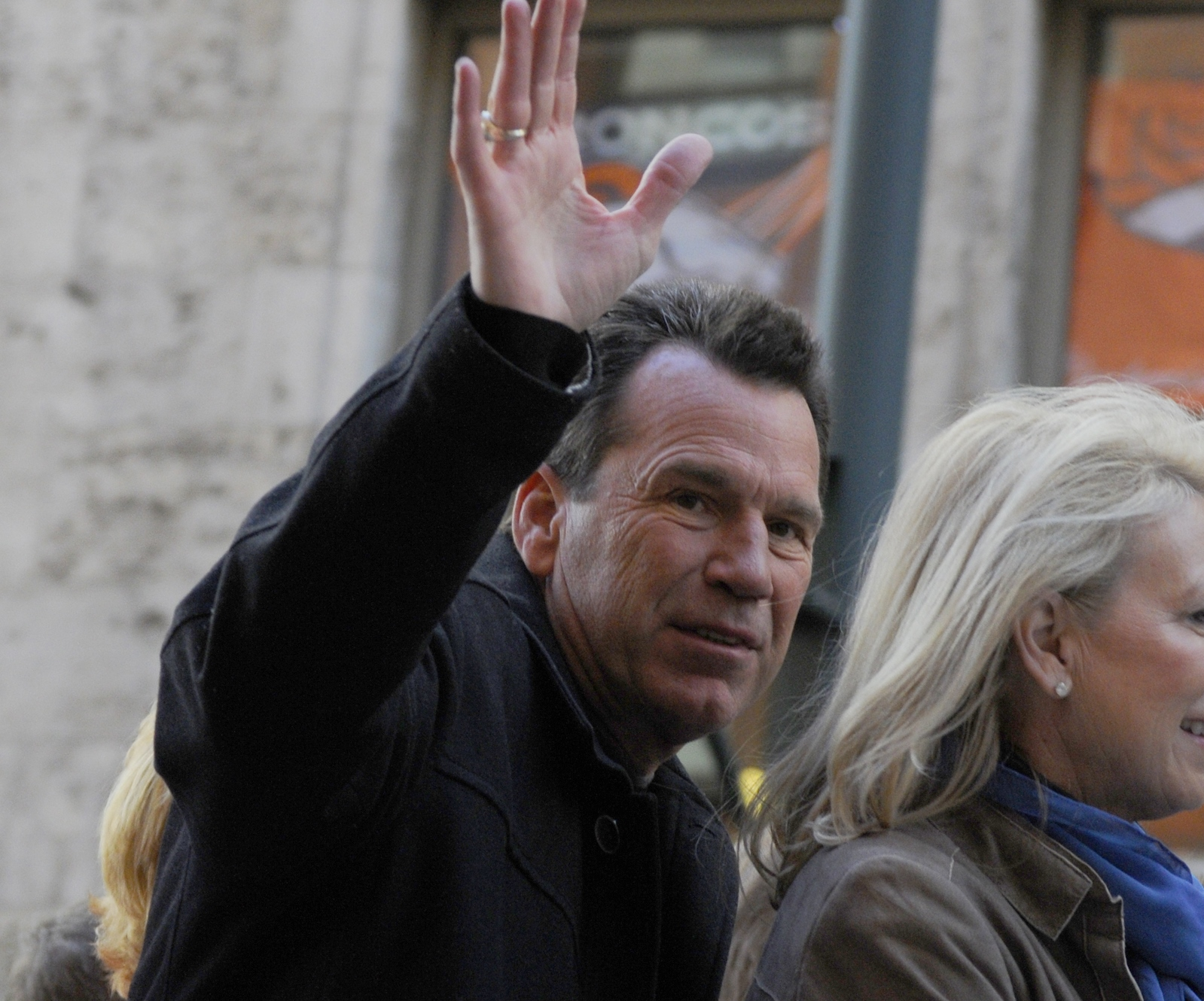
Gary Kubiak venceu o Super Bowl 50 em sua primeira temporada como treinador dos Broncos.

Em 2015, Fox deixou os Broncos com uma boa porcentagem em suas quatro temporadas como o treinador principal dos Broncos, o mais alto na história da franquia. Uma semana depois, os Broncos contrataram Gary Kubiak como o 15º treinador da equipe.
Os Broncos terminaram com um recorde de 12-4, apesar de Peyton Manning ter sua pior temporada estatística desde o seu ano de estreia com os Indianapolis Colts em 1998 e o quarterback reserva Brock Osweiler substituindo Manning durante a segunda metade da temporada regular devido a Manning sofrer uma lesão no pé.
Nos playoffs, os Broncos derrotaram os Pittsburgh Steelers por 23-16 na rodada divisional, os New England Patriots por 20-18 na AFC Championship e derrotaram o Carolina Panthers por 24-10 no Super Bowl 50, o terceiro título de Super Bowl dos Broncos.

### 2016-presente
Em 7 de março de 2016, o quarterback Peyton Manning se aposentou após 18 temporadas da NFL durante uma conferência de imprensa na sede do time. Após a aposentadoria de Manning, os Broncos sofreram mudanças no posto de quarterback, incluindo a saída Brock Osweiler (que agora está de volta com equipe após períodos com Texans e Browns).
Os Broncos terminaram a temporada com um recorde de 9-7 e perderam os playoffs pela primeira vez desde 2010. Em 2 de janeiro de 2017, o treinador Gary Kubiak anunciou sua aposentadoria, citando a saúde como a principal razão para se aposentar. Os Broncos contratariam mais tarde Vance Joseph para ser seu novo treinador em 11 de janeiro de 2017.

## Títulos

### Super Bowls
| Ano                             | Treinador                       | Super Bowl                      | Local                           | Oponente                        | Resultado | Recorde |
| ------------------------------- | ------------------------------- | ------------------------------- | ------------------------------- | ------------------------------- | --------- | ------- |
| 1997                            | Mike Shanahan                   | XXXII                           | San Diego, CA                   | Green Bay Packers               | 31–24     | 12–4    |
| 1998                            | Mike Shanahan                   | XXXIII                          | Miami, FL                       | Atlanta Falcons                 | 34–19     | 14–2    |
| 2015                            | Gary Kubiak                     | 50                              | Santa Clara, CA                 | Carolina Panthers               | 24–10     | 12–4    |
| Total de títulos do Super Bowl: | Total de títulos do Super Bowl: | Total de títulos do Super Bowl: | Total de títulos do Super Bowl: | Total de títulos do Super Bowl: | 3         | 3       |

### AFC Championships
| Ano                      | Treinador                | Local                    | Oponente                 | Resultado                | Recorde |   |
| ------------------------ | ------------------------ | ------------------------ | ------------------------ | ------------------------ | ------- | - |
| 1977                     | Red Miller               | Denver, CO               | Oakland Raiders          | 20–17                    | 12–2    |   |
| 1986                     | Dan Reeves               | Cleveland, OH            | Cleveland Browns         | 23–20 (OT)               | 11–5    |   |
| 1987                     | Dan Reeves               | Denver, CO               | Cleveland Browns         | 38–33                    | 10–4–1  |   |
| 1989                     | Dan Reeves               | Denver, CO               | Cleveland Browns         | 37–21                    | 11–5    |   |
| 1997                     | Mike Shanahan            | Pittsburgh, PA           | Pittsburgh Steelers      | 24–21                    | 12–4    |   |
| 1998                     | Mike Shanahan            | Denver, CO               | New York Jets            | 23–10                    | 14–2    |   |
| 2013                     | John Fox                 | Denver, CO               | New England Patriots     | 26–16                    | 13–3    |   |
| 2015                     | Gary Kubiak              | Denver, CO               | New England Patriots     | 20–18                    | 12–4    |   |
| Total de títulos da AFC: | Total de títulos da AFC: | Total de títulos da AFC: | Total de títulos da AFC: | Total de títulos da AFC: | 8       | 8 |

## Rivalidades

### Divisional
O Denver Broncos tem três rivais na AFC West: Kansas City Chiefs, Los Angeles Chargers e o Oakland Raiders. Todas essas equipes, juntamente com os Broncos, eram membros fundadores da American Football League (AFL), com cada equipe colocada na AFL Western. Os Broncos foram pouco competitivos durante os anos AFL (1960-1969), tendo um combinado de 10-49-1 contra o Chiefs, Chargers e Raiders.

#### Kansas City Chiefs
Os Broncos tiveram vários confrontos memoráveis com os Chiefs, particularmente durante os anos em que John Elway foi o quarterback dos Broncos (1983-1998). Os Broncos derrotaram os Chiefs no Arrowhead Stadium na rodada divisional dos playoffs de 1997 da NFL, a caminho de sua primeira vitória no Super Bowl. Os Chiefs atualmente têm uma liderança de 63-55 sobre os Broncos, incluindo o já mencionado jogo de playoff de 1997.

#### Oakland Raiders
A rivalidade com os Raiders foi iniciada em 1977, quando os Broncos avançaram para o seu primeiro Super Bowl ao derrotar os Raiders no AFC Championship de 1977. A rivalidade se intensificou em meados da década de 1990, quando Mike Shanahan foi contratado como treinador dos Broncos em 1995. Shanahan treinou os Raiders em 1988 antes de ser demitido depois de quatro jogos na temporada de 1989. Os Raiders atualmente possuem uma liderança de 63–53–2 sobre os Broncos, incluindo 1-1 nos playoffs.

#### San Diego/Los Angeles Chargers
Ao contrário de seus recordes contra os Chiefs e Raiders, os Broncos atualmente têm um recorde de vitórias contra os Chargers, com uma vantagem de 65–51–1, incluindo 1–0 nos playoffs. As duas equipes se enfrentaram nos playoffs pela primeira vez em 12 de janeiro de 2014, no Denver Sports Authority Field, em Mile High, com os Broncos vencendo por 24-17.

#### Seattle Seahawks
Os Broncos tem uma antiga rivalidade com o Seattle Seahawks, que eram membros da AFC West de 1977 a 2001, antes da transferência dos Seahawks para a NFC West como parte do alinhamento da NFL em 2002.
Durante os 25 anos em que os Seahawks residiram na AFC West, os Broncos ganham a série por 32-18 contra os Seahawks, incluindo uma derrota em Seattle nos playoffs da NFL em 1983. Desde 2002, os Broncos venceram três das cinco reuniões inter-conferenciais e as duas equipes se encontraram no Super Bowl XLVIII em 2 de fevereiro de 2014, com o Seahawks vencendo por 43-8.

### Histórico
Além das já mencionadas equipes do AFC West, os Broncos tiveram rivalidades entre as conferências ao longo dos anos com: Cleveland Browns, Pittsburgh Steelers e New England Patriots.

#### Cleveland Browns
Os Broncos tiveram uma breve rivalidade com os Browns que surgiram de três jogos da AFC Championship em 1986, 1987 e 1989. Em 1986, o quarterback John Elway levou o The Drive a garantir um empate nos momentos finais do Cleveland Municipal Stadium; os Broncos venceram em 23-20 na prorrogação. Um ano depois, as duas equipes se encontraram novamente no Mile High Stadium. O Denver ficou com uma vantagem de 21-3, mas o quarterback dos Browns, Bernie Kosar, fez quatro passes para touchdown, empatando o jogo em 31-31 no quarto período. Depois de uma longa jornada, John Elway deu um passe de 20 jardas para Sammy Winder dar ao Denver uma vantagem de 38-31. As duas equipes se enfrentaram novamente em 1989, no Mile High Stadium, que o Broncos venceu facilmente por um placar de 37-21.

#### Pittsburgh Steelers
A partir do final da temporada de 2015, os Broncos e os Steelers se encontraram oito vezes em pós-temporada. Os Broncos atualmente possuem um recorde de 5-3 nos playoffs contra os Steelers.

#### New England Patriots
Os Broncos e os Patriots se reuniram duas vezes ao ano durante os anos da AFL (American Football League) de 1960 a 1969, e jogaram o primeiro jogo da AFL em 9 de setembro de 1960. Desde 1995, as duas equipes se encontraram frequentemente durante a temporada regular, incluindo nove temporadas consecutivas de 1995 a 2003. Até o final da temporada de 2015, os dois times se enfrentaram nos playoffs cinco vezes, com os Broncos tendo um recorde de 4–1.
A rivalidade dos Broncos com os Patriots se intensificou quando Peyton Manning, quarterback do Indianapolis Colts, se tornou o quarterback dos Broncos de 2012 a 2015. Apesar de Brady ter dominado Manning na temporada regular, vencendo nove dos doze encontros, Manning venceu três dos cinco encontros nos playoffs, o último dos quais foi uma vitória de 20-18 no AFC Championship de 2015.

## Logos e uniformes

### 1968–1996

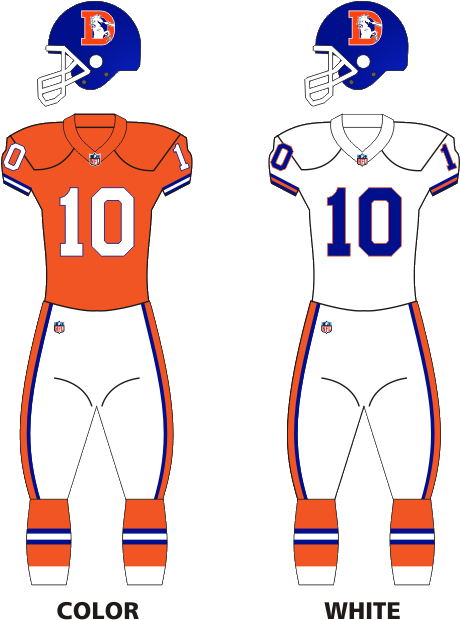
O Uniforme de Denver Broncos de 1968 a 1996. A equipe usou brevemente calças laranjas com as camisas de 1969-1971 e 1978-1979.

Quando os Broncos estrearam em 1960, seus uniformes originais atraíam tanta atenção quanto o jogo deles no campo. Eles exibiam camisetas amarelas brancas e mostarda, com elmos marrons contrastantes, calças marrons e meias listradas verticalmente. Dois anos depois, a equipe revelou um novo logo com um cavalo e alterou as cores do time para laranja, azul royal e branco. O uniforme de 1962 consistia em calças brancas, capacetes laranja e camisas laranja ou brancas.
Em 1968, os Broncos lançaram um design que ficou conhecido como "Orange Crush". Seu logotipo foi redesenhado para que o cavalo estivesse saindo de um "D." Além disso, os capacetes foram alterados para azul royal, com listras finas colocadas nas mangas e outras pequenas modificações foram adicionadas. De 1969 a 1971, e novamente de 1978 a 1979, a equipe usava calças laranja com suas camisas brancas.
Os Broncos vestiram suas camisas brancas em casa durante toda a temporada de 1971, assim como em 1980 contra o San Diego Chargers e Dallas Cowboys. Os Broncos usaram suas camisas brancas para os jogos em casa em 1983 contra o Philadelphia Eagles, Los Angeles Raiders e Cincinnati Bengals, mas não usaram branco em casa novamente por duas décadas.
Em 1994, em homenagem à temporada do 75º aniversário da NFL, os Broncos usaram seus uniformes de 1965 para dois jogos - um jogo em casa na semana 3 contra os Raiders, bem como um jogo contra o Buffalo Bills na semana seguinte.

### 1997–2011
Os Broncos mudaram radicalmente seu logo e uniformes em 1997, um design que a equipe continua a usar até hoje. Os novos logos e uniformes foram revelados em 4 de fevereiro de 1997. O azul-marinho substituiu o azul royal no esquema de cores da equipe. O logo atual é um perfil da cabeça de um cavalo, com um contorno laranja e azul marinho. O popular mascote de animais vivos dos Broncos, Thunder, foi a inspiração para incorporar um perfil de cabeça de cavalo como parte do logotipo nos capacetes da equipe. Durante uma coletiva de imprensa em 4 de fevereiro de 1997, introduzindo o novo logotipo, o presidente da equipe e o diretor de arte da Nike, que foram os criadores do novo design, o descreveram como "um cavalo poderoso com olhos e juba de fogo".
Em 2009, em homenagem à sua temporada de 50 anos como uma das oito equipes originais da AFL, os Broncos usavam seus uniformes de 1960 (capacetes marrons, amarelo e marrom mostarda) para jogos contra dois rivais da AFL - New England Patriots e o San Diego Chargers.

### 2012 – presente
A partir de 2012, a camisa laranja que serviu de camisa alternativa em 2002 a 2011 tornou-se a camisa principal, enquanto as camisas azul-marinho que serviram de camisa principal de 1997 a 2011 mudaram para camisa alternativa. A mudança foi feita devido à enorme popularidade dos torcedores, que pressionaram os Broncos a voltarem ao laranja como a principal cor da equipe. Desde a mudança do uniforme de 2012, a equipe usou a camisa azul-marinha alternativa por pelo menos um jogo em casa por temporada. A equipe vestirá o azul marinho ou a calça branca - com as listras laterais laranja - para combinar com as camisas azuis navais alternativas. A equipe inicialmente não usava as calças brancas com listras laterais laranja, até um jogo de 1 de novembro de 2015 contra o Green Bay Packers, no qual os Broncos usaram o design para combinar com o uniforme que foi usado durante o Super Bowl XXXII.
Como o time da casa no Super Bowl 50, os Broncos escolheram vestir suas camisas brancas como a equipe "caseira" designada.
Em 2016, os Broncos apresentou um novo uniforme Color Rush, o kit de uniforme continha as seguintes características: calças laranja, que a equipe usava para o primeira vez desde 1979, meias e sapatos cor de laranja, juntamente com numerais em estilo de bloco, em azul marinho, que espelhavam o estilo uniforme da equipe de 1968-1996. Devido à regra de capacete da NFL implementada em 2013, os capacetes permaneceram os mesmos, com a equipe substituindo temporariamente o logo primário moderno pelo logotipo "D-horse".

## Estádios

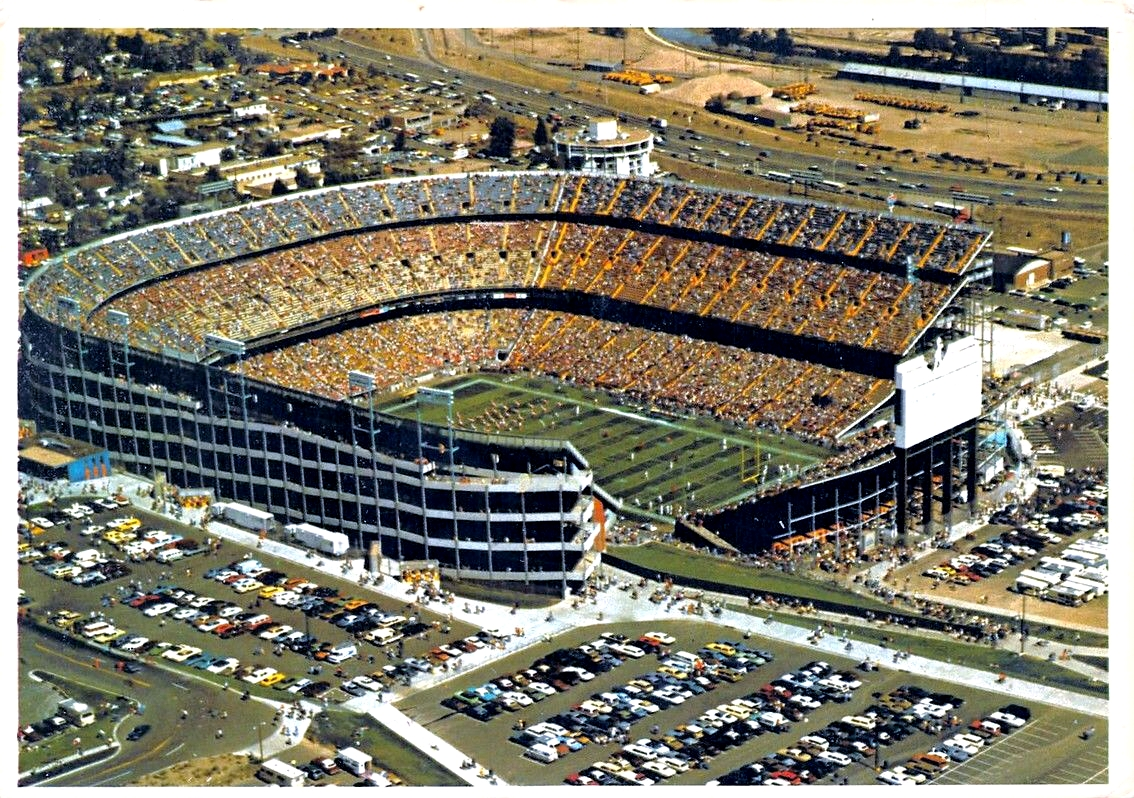
Denver Mile High Stadium foi a casa dos Broncos de 1960 a 2000

Durante a maior parte de sua história, o Denver Broncos jogou no Mile High Stadium. Na AFL, os Broncos jogava de vez em quando no Estádio Hilltop da Universidade de Denver, incluindo a primeira vitória de uma equipe da AFL sobre uma equipe da NFL. A equipe vendeu todos os ingressos para jogos em casa (incluindo os jogos de pós-temporada) desde a fusão AFL-NFL em 1970, com a exceção de dois jogos durante a greve de 1987 (mas ambos foram vendidos antes da greve).
Durante os jogos em casa, a participação é anunciada à multidão, juntamente com o número de não comparecimentos (os fãs subsequentemente evitam os não comparecimentos). Os fãs também são conhecidos por cantar "IN-COM-PLETE!" toda vez que a equipe visitante lança um passe incompleto.
A lendária vantagem do estádio em casa é considerada uma das melhores da NFL, especialmente durante os playoffs. Os Broncos tiveram o melhor registo caseiro no futebol americano profissional ao longo de um período de 32 anos entre 1974 e 2006 (191–65–1).
O Mile High Stadium foi um dos estádios mais barulhentos da NFL, com piso de aço em vez de concreto, o que pode ter dado aos Broncos uma vantagem sobre os adversários, além da vantagem do condicionamento de altitude para os Broncos.
Em 2001, a equipe se mudou para o Invesco Field, em Mile High, construído ao lado do antigo local do demolido Estádio Mile High. O jornalista esportivo Woody Paige, junto com muitos fãs de Denver, no entanto, muitas vezes se recusam a chamar o novo estádio pelo nome completo, preferindo usar o "Mile High Stadium" por causa de sua história e sua importância sentimental. Além disso, o Denver Post tinha uma política oficial de se referir ao estádio como simplesmente "Mile High Stadium" em protesto, mas abandonou essa política em 2004.

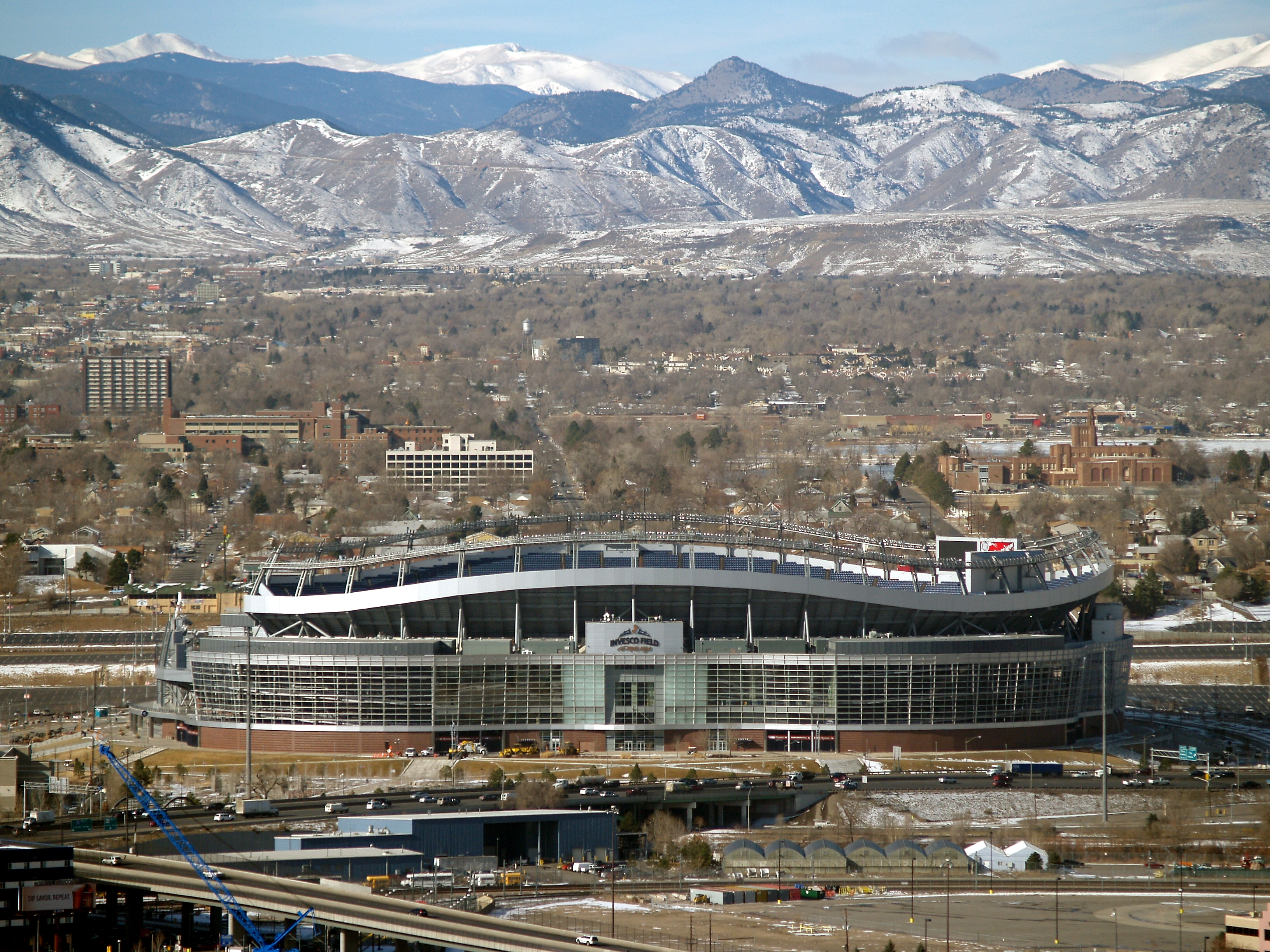
Sports Authority Field é o lar dos Broncos desde 2001

Antes da temporada de 2011, a Sports Authority, de Englewood, Colorado, uma varejista de artigos esportivos, reivindicou os direitos de nomeação do Invesco Field, que ficou conhecido como Sports Authority Field em Mile High. No entanto, no verão de 2016, a Sports Authority faliu e os Broncos têm buscado um novo patrocinador corporativo para o seu estádio desde então.
A altitude também foi atribuída como parte do sucesso em casa da equipe. O estádio exibe várias referências à localização do estádio acima do nível do mar, incluindo um mural proeminente do lado de fora do vestiário da equipe visitante. A unidade de treinamento da equipe, o Centro de Treinamento da UCHealth (anteriormente conhecido como Centro de Broncos Memorial Paul D. Bowlen), é uma instalação de última geração localizada em Dove Valley, Colorado. Com 13,5 acres de propriedade, a instalação abriga três campos de tamanho completo, uma instalação completa de peso e treinamento e uma cafeteria.
Em seus mais de meio século de existência, os Broncos nunca tiveram que fechar trechos do estádio, uma sequência de mais de 400 jogos a partir da temporada de 2016.
No final de 2012, os Broncos anunciaram que o estádio receberá upgrades de US $ 30 milhões, incluindo uma nova placa de vídeo na end zone, planejada para ser três vezes maior que a tela anterior. As reformas foram concluídas antes do início da temporada de 2013.

## Recordes

### Recordes em uma temporadas
Passando
- Jardas passadas: 5,477 – Peyton Manning (2013)
- Passes para touchdowns: 55 – Peyton Manning (2013)
- Passes completados: 450 – Peyton Manning (2013)
- Passes tentados: 659 – Peyton Manning (2013)
- Passe mais longo completo: 97 jardas – George Shaw (1962)

Correndo
- Jardas terrestres: 2,008 – Terrell Davis (1998)
- Corridas: 392 – Terrell Davis (1998)
- Touchdowns terrestres: 21 – Terrell Davis (1998)
- Mais longa corrida: 82 jardas – Gene Mingo (1962)
- Jardas terrestres por jogo: 125.5 jardas – Terrell Davis (1998)

Recebendo
- Recepções: 113 – Rod Smith (2001)
- Jardas recebidas: 1,619 – Demaryius Thomas (2014)
- Touchdowns recebidos: 14 – Demaryius Thomas (2013) e Anthony Miller (1995)

Retornos
- Mais retornos de Punt: 51 – Rick Upchurch (1977)
- Mais longo punt retornado: 94 jardas – Darrien Gordon (1997)
- Mais longo kickoff retornado: 105 jardas – Trindon Holliday (2012 e 2013)

Chutes
- Field goals: 31 – Jason Elam (1995 e 2001)
- Extra Points convertidos: 75 – Matt Prater (2013)
- Punts: 105 – Bob Scarpitto (1967)
- Jardas no Punt: 4,783 – Britton Colquitt (2011)

### Recordes na carreira
- Jardas passadas: 51,475 - John Elway (1983–1998)
- Passes para touchdowns: 300 - John Elway (1983–1998)
- Jardas terrestres: 7,607 - Terrell Davis (1995–2001)
- Touchdowns terrestres: 60 - Terrell Davis (1995–2001)
- Recepções: 849 - Rod Smith (1995–2006)
- Jardas recebidas: 11,389 - Rod Smith (1995–2006)
- Passes interceptados: 44 - Steve Foley (1976–1986)
- Field goals: 395 - Jason Elam (1993–2007)
- Pontos: 1,786 -  Jason Elam (1993–2007)
- Total touchdowns: 71 - Rod Smith (1995–2006)
- Média de retorno de punt: 24,6 - Omar Bolden (2012-2015)
- Média de retorno de Kickoff: 38,0 - Goose Gonsoulin (1960-1966)
- Sacks: 97.0 - Von Miller (2011–Presente)
- Tackles: 1,152 - Dennis Smith (1981–1994)
- Vitórias (treinador): 138 - Mike Shanahan (1995-2008)

## Jogadores

### Números retirados
| No. | Player                        | Position | Career                |
| --- | ----------------------------- | -------- | --------------------- |
| 7   | John Elway                    | QB       | 1983–1998             |
| 18  | Frank Tripucka Peyton Manning | QB       | 1960–1963 2012–2015 † |
| 44  | Floyd Little                  | RB       | 1967–1975             |

† Nota: O nº 18 foi reeditado para Peyton Manning depois que Tripucka deu sua aprovação; foi usado por Manning desde a temporada de 2012 até sua aposentadoria após a temporada de 2015. O nome de Manning foi adicionado ao banner do número aposentado como uma menção honrosa.

### Pro Football Hall of Famers
| No. | Nome           | Posições | Temporada               | Introdução |
| --- | -------------- | -------- | ----------------------- | ---------- |
| 24  | Willie Brown   | CB       | 1963–1966               | 1984       |
| 33  | Tony Dorsett   | RB       | 1988                    | 1994       |
| 7   | John Elway     | QB GM    | 1983–1998 2011–presente | 2004       |
| 65  | Gary Zimmerman | OT       | 1993–1997               | 2008       |
| 44  | Floyd Little   | RB       | 1967–1975               | 2010       |
| 84  | Shannon Sharpe | TE       | 1990–1999 2002–2003     | 2011       |
| 30  | Terrell Davis  | RB       | 1995–2001               | 2017       |
| 20  | Brian Dawkins  | SS       | 2009–2011               | 2018       |

### Ring of Fame
Os Broncos têm um Ring of Fame na fachada do Nível 5 do Empower Field at Mile High que homenageia os seguintes jogadores:
| No. | Nome             | Posições  | Temporadas             | Introduções |
| --- | ---------------- | --------- | ---------------------- | ----------- |
| 23  | Goose Gonsoulin  | S         | 1960–1966              | 1984        |
| 87  | Rich Jackson     | DE        | 1967–1972              | 1984        |
| 44  | Floyd Little     | RB        | 1967–1975              | 1984        |
| 87  | Lionel Taylor    | WR        | 1960–1966              | 1984        |
| –   | Gerald Phipps    | Owner     | 1961–1981              | 1985        |
| 12  | Charley Johnson  | QB        | 1972–1975              | 1986        |
| 70  | Paul Smith       | DE        | 1968–1978              | 1986        |
| 18  | Frank Tripucka   | QB        | 1960–1963              | 1986        |
| 36  | Billy Thompson   | S         | 1969–1981              | 1987        |
| 7   | Craig Morton     | QB        | 1977–1982              | 1988        |
| 25  | Haven Moses      | WR        | 1972–1981              | 1988        |
| 15  | Jim Turner       | PK        | 1971–1979              | 1988        |
| 53  | Randy Gradishar  | LB        | 1974–1983              | 1989        |
| 57  | Tom Jackson      | LB        | 1973–1986              | 1992        |
| 20  | Louis Wright     | CB        | 1975–1986              | 1993        |
| 7   | John Elway       | QB GM     | 1983–1998 2011–present | 1999        |
| 77  | Karl Mecklenburg | LB        | 1983–1995              | 2001        |
| 49  | Dennis Smith     | S         | 1981–1994              | 2001        |
| 65  | Gary Zimmerman   | OT        | 1993–1997              | 2003        |
| 27  | Steve Atwater    | S         | 1989–1998              | 2005        |
| 30  | Terrell Davis    | RB        | 1995–2001              | 2007        |
| 84  | Shannon Sharpe   | TE        | 1990–1999, 2002–2003   | 2009        |
| 80  | Rod Smith        | WR        | 1994–2006              | 2012        |
| 66  | Tom Nalen        | C         | 1994–2007              | 2013        |
| 21  | Gene Mingo       | RB, K, RS | 1960–1964              | 2014        |
| –   | Dan Reeves       | Treinador | 1981–1992              | 2014        |
| 80  | Rick Upchurch    | WR, RS    | 1975–1983              | 2014        |
| –   | Pat Bowlen       | Dono      | 1984–present           | 2015        |
| 1   | Jason Elam       | PK        | 1993–2007              | 2016        |
| 73  | Simon Fletcher   | LB/DE     | 1985–1995              | 2016        |
| 47  | John Lynch       | S         | 2004–2007              | 2016        |
| —   | Red Miller       | Treinador | 1977–1980              | 2017        |

## Rádio e televisão
A principal emissora de rádio dos Broncos é atualmente a KOA, 850AM, uma estação de 50.000 watts de propriedade da Clear Channel Communications. Dave Logan é o narrador com Ed McCaffrey, o ex-recebedor do Broncos, atuando como comentarista. Em 26 de maio de 2011, o Broncos anunciou que o canal 9 da KUSA, um afiliado da NBC também conhecido como 9NEWS na região das Montanhas Rochosas, será o novo parceiro de televisão da equipe para os jogos da pré-temporada.
Em 2011, a Broncos iniciou uma parceria com a KJMN, 92.1 FM, uma estação de rádio em espanhol pertencente à Entravision Communications (EVC). A parceria também inclui direitos de transmissão para um programa de TV semanal de meia hora na KCEC, a afiliada local da Univision operada pela Entravision Communications.

## Fãs notáveis e na mídia
- Tim McKernan, também conhecido como Barrel Man, começou a usar um barril em 1977, depois de fazer uma aposta de US $ 10 com seu irmão, Scott, usando um que ele poderia usar na televisão. McKernan ganhou a aposta e o barril que ele havia pintado para se parecer com uma lata de refrigerante Orange Crush tornou-se sua fantasia de assinatura, e resultou em ele se tornar um dos fãs mais reconhecidos dos Broncos e um mascote popular. McKernan morreu em 5 de dezembro de 2009.[70]
- O animado programa de televisão South Park, situado no condado de Park, Colorado, costuma mencionar o Denver Broncos; Os criadores da série Trey Parker e Matt Stone cresceram no Colorado como fãs devotos dos Broncos.[71]
- No episódio de Os Simpsons, "You Only Move Twice", Hank Scorpio dá a Homer Simpson o Denver Broncos como um presente de agradecimento por ajudá-lo. Homer reclama que ele queria ser dono do Dallas Cowboys. Apenas duas temporadas depois, no episódio "Sunday, Cruddy Sunday", do Super Bowl, Homer escolhe Denver como seu time favorito do Super Bowl XXXIII. No episódio "The Bonfire of the Manatees", Homer escolhe os Broncos para ganhar o Super Bowl sobre o Seattle Seahawks. As duas equipes depois jogaram uma contra a outra no Super Bowl XLVIII, que foi ao ar na Fox, a casa dos The Simpsons nos EUA.
- No episódio de Mork & Mindy, "Hold That Mork", a personagem de Mork, interpretada por Robin Williams, tornou-se a primeira líder de torcida masculina na história dos Broncos. Como um membro do "Pony Express", ele trotou em campo no Mile High Stadium durante um jogo dos Broncos contra o New England Patriots em 11 de novembro de 1979. O episódio foi ao ar exatamente duas semanas depois.[72]
- Muitos ex-Broncos estão agora na área de radiodifusão, incluindo Shannon Sharpe, Mark Schlereth, Alfred Williams, Tom Jackson, Ed McCaffrey, Brian Griese, David Díaz-Infante, Terrell Davis e Brandon Stokley.